# سوسومو آکاگی
سوسومو آکاگی (انگلیسی: Susumu Akagi؛ زادهٔ ۲۸ نوامبر ۱۹۷۲) صداپیشه اهل ژاپن است.